# فاون أرديش كلاسيك 2024
فاون أرديش كلاسيك 2024 (بالفرنسية: Ardèche Classic 2024)‏ هو سباق دراجات هوائية، وهو الموسم الرابع والعشرين من كلاسيك سود أرديتشي، وأقيم في 24 فبراير 2024 ضمن سباقات سلسلة سباقات الاتحاد الدولي للدراجات للمحترفين 2024.
فاز بالمركز الأول خوان أيوسو، وفاز بالمركز الثاني رومان جريجوار، وفاز بالمركز الثالث ماتياس سكجلموس جنسن.

## الفرق
| فرق عالمية (9)- Arkéa-B&B Hotels - Cofidis - Decathlon-AG2R La Mondiale - Groupama-FDJ - Intermarché-Wanty - Lidl-Trek - Soudal Quick-Step - Team dsm-firmenich PostNL - UAE Team Emirates فرق برو (6)- بنجوال باوليز ساوكس دبليو بي ‏ - Israel-Premier Tech - Lotto Dstny - TotalEnergies - سويس ريسينغ أكادمي 2024 ‏ - أونو-إكس موبيليتي ‏ فرق قارية (3)- CIC U Nantes Atlantique ‏ - Nice Métropole Côte d'Azur ‏ - Van Rysel–Roubaix ‏ |  |
| |  |

## المشاركون
| Soudal Quick-Step SOQ | Soudal Quick-Step SOQ | Soudal Quick-Step SOQ |
| --------------------- | --------------------- | --------------------- |
| م                     | عداء                  | مرتبة                 |
| 1                     | جيمس نوكس             | 20                    |
| 2                     | Paul Magnier ‏         | 83                    |
| 3                     | فوستو ماسنادا         | 72                    |
| 4                     | Antoine Huby ‏         | 12                    |
| 5                     | Gil Gelders ‏          | لم يكمل السباق        |
| 6                     | Louis Vervaeke ‏       | 28                    |
| 7                     | بيتر سيري             | 43                    |

| Cofidis COF | Cofidis COF      | Cofidis COF    |
| ----------- | ---------------- | -------------- |
| م           | عداء             | مرتبة          |
| 11          | خيسوس هييرادة    | 90             |
| 12          | جون ازقيراي      | 23             |
| 13          | أنتوني بيريز     | 63             |
| 14          | Axel Mariault ‏   | 86             |
| 15          | Jonathan Lastra ‏ | لم يكمل السباق |
| 16          | Harrison Wood ‏   | 82             |
| 17          | توماس شامبيون    | 62             |

| UAE Team Emirates UAD | UAE Team Emirates UAD | UAE Team Emirates UAD |
| --------------------- | --------------------- | --------------------- |
| م                     | عداء                  | مرتبة                 |
| 21                    | خوان أيوسو            | 1                     |
| 22                    | مارك هيرشي (طريق)     | 24                    |
| 24                    | دييغو يليسي           | لم يكمل السباق        |
| 25                    | Sjoerd Bax ‏           | لم يكمل السباق        |
| 26                    | Igor Arrieta ‏         | 10                    |
| 27                    | دومين نوفاك           | لم يكمل السباق        |

| Israel-Premier Tech IPT | Israel-Premier Tech IPT | Israel-Premier Tech IPT |
| ----------------------- | ----------------------- | ----------------------- |
| م                       | عداء                    | مرتبة                   |
| 31                      | مايكل وودز              | 21                      |
| 32                      | ستيفن وليامز            | 14                      |
| 33                      | نيك شولتز               | 47                      |
| 34                      | Marco Frigo ‏            | 57                      |
| 35                      | هوغو هول                | 87                      |
| 36                      | جاكوب فوجلسانج          | 33                      |
| 37                      | Mason Hollyman ‏         | لم يكمل السباق          |

| Intermarché-Wanty IWA | Intermarché-Wanty IWA | Intermarché-Wanty IWA |
| --------------------- | --------------------- | --------------------- |
| م                     | عداء                  | مرتبة                 |
| 41                    | جورج تسيمارمان        | 17                    |
| 42                    | لورينزو روتا          | 7                     |
| 43                    | ليليان كالجمان        | 27                    |
| 44                    | Rune Herregodts ‏      | 76                    |
| 45                    | Simone Petilli ‏       | 56                    |
| 46                    | Rein Taaramäe         | 78                    |
| 47                    | Sacha Prestianni‏      | لم يكمل السباق        |

| Lidl-Trek LTK | Lidl-Trek LTK            | Lidl-Trek LTK  |
| ------------- | ------------------------ | -------------- |
| م             | عداء                     | مرتبة          |
| 51            | Mattias Skjelmose (طريق) | 3              |
| 52            | باوك موليما              | 40             |
| 53            | Amanuel Ghebreigzabhier ‏ | 25             |
| 54            | كوين سيمونز (طريق)       | 71             |
| 55            | جوليان برنارد            | 73             |
| 56            | Louis Leidert ‏           | 93             |
| 57            | فابيو فلين               | لم يكمل السباق |

| Groupama-FDJ GFC | Groupama-FDJ GFC      | Groupama-FDJ GFC |
| ---------------- | --------------------- | ---------------- |
| م                | عداء                  | مرتبة            |
| 61               | فالنتين مادواس (طريق) | 39               |
| 62               | رومان جريجوار         | 2                |
| 63               | Rémy Rochas ‏          | 26               |
| 64               | Kevin Geniets ‏        | 11               |
| 65               | Thibaud Gruel ‏        | 69               |
| 66               | Lorenzo Germani ‏      | 75               |
| 67               | لارس فان دن بيرغ ‏     | لم يكمل السباق   |

| Team dsm-firmenich PostNL DFP | Team dsm-firmenich PostNL DFP | Team dsm-firmenich PostNL DFP |
| ----------------------------- | ----------------------------- | ----------------------------- |
| م                             | عداء                          | مرتبة                         |
| 71                            | رومان بارديه                  | 18                            |
| 72                            | وارن بارجويل                  | 13                            |
| 73                            | Kevin Vermaerke ‏              | 6                             |
| 74                            | كريس هاميلتون                 | 36                            |
| 75                            | رومان كومبو                   | 58                            |
| 76                            | Martijn Tusveld ‏              | 65                            |
| 77                            | باتريك بيفن                   | لم يكمل السباق                |

| Lotto Dstny LTD | Lotto Dstny LTD   | Lotto Dstny LTD |
| --------------- | ----------------- | --------------- |
| م               | عداء              | مرتبة           |
| 81              | Maxim Van Gils ‏   | 5               |
| 83              | إدواردو سيبولفيدا | 45              |
| 84              | Sylvain Moniquet ‏ | 19              |
| 85              | يوناس غريغارد     | 80              |
| 86              | Jenno Berckmoes ‏  | 68              |
| 87              | Jarrad Drizners ‏  | 79              |

| Decathlon-AG2R La Mondiale DAT | Decathlon-AG2R La Mondiale DAT | Decathlon-AG2R La Mondiale DAT |
| ------------------------------ | ------------------------------ | ------------------------------ |
| م                              | عداء                           | مرتبة                          |
| 91                             | فيليكس غال                     | 4                              |
| 92                             | Aurélien Paret-Peintre ‏        | 9                              |
| 93                             | Dorian Godon ‏                  | 52                             |
| 94                             | Clément Berthet ‏               | 22                             |
| 95                             | Nans Peters ‏                   | 29                             |
| 96                             | Alex Baudin ‏                   | 66                             |
| 97                             | Jaakko Hänninen ‏               | 77                             |

| Arkéa-B&B Hotels ARK | Arkéa-B&B Hotels ARK | Arkéa-B&B Hotels ARK |
| -------------------- | -------------------- | -------------------- |
| م                    | عداء                 | مرتبة                |
| 101                  | كليمان فنتوريني      | 53                   |
| 102                  | Louis Barré ‏         | 30                   |
| 103                  | ايلي جيسبرت          | لم يكمل السباق       |
| 104                  | Ewen Costiou ‏        | 49                   |
| 105                  | ميشيل رييس           | لم يكمل السباق       |
| 106                  | Simon Guglielmi ‏     | 64                   |
| 107                  | أنتوني ديلابلاسي     | 59                   |

| سويس ريسينغ أكادمي ‏ TUD | سويس ريسينغ أكادمي ‏ TUD | سويس ريسينغ أكادمي ‏ TUD |
| ----------------------- | ----------------------- | ----------------------- |
| م                       | عداء                    | مرتبة                   |
| 111                     | Aloïs Charrin ‏          | 85                      |
| 112                     | سيباستيان رايشنباخ      | 34                      |
| 113                     | Simon Pellaud ‏          | 74                      |
| 114                     | Hannes Wilksch ‏         | 46                      |
| 115                     | Marco Brenner ‏          | 15                      |
| 116                     | Luc Wirtgen ‏            | 44                      |
| 117                     | Roland Thalmann ‏        | 42                      |

| أونو-إكس موبيليتي ‏ UXM | أونو-إكس موبيليتي ‏ UXM   | أونو-إكس موبيليتي ‏ UXM |
| ---------------------- | ------------------------ | ---------------------- |
| م                      | عداء                     | مرتبة                  |
| 121                    | Fredrik Dversnes ‏ (طريق) | 50                     |
| 122                    | يوهانس كولسيت ‏           | 31                     |
| 123                    | Ådne Holter ‏             | 91                     |
| 124                    | Simon Dalby (cyclist) ‏   | 84                     |
| 125                    | أودد كريستيان إيكينغ     | 38                     |
| 126                    | Magnus Kulset ‏           | 89                     |

| بنجوال باوليز ساوكس دبليو بي ‏ BWB | بنجوال باوليز ساوكس دبليو بي ‏ BWB | بنجوال باوليز ساوكس دبليو بي ‏ BWB |
| --------------------------------- | --------------------------------- | --------------------------------- |
| م                                 | عداء                              | مرتبة                             |
| 131                               | ماركو تيزا                        | 70                                |
| 132                               | Dimitri Peyskens ‏                 | لم يكمل السباق                    |
| 133                               | فلوريس دي تير                     | 32                                |
| 134                               | Aaron Van der Beken ‏              | 54                                |
| 135                               | Louka Matthys ‏                    | 37                                |
| 136                               | Noah Detalle‏                      | 92                                |
| 137                               | Lucas Jacques‏                     | لم يكمل السباق                    |

| TotalEnergies TEN | TotalEnergies TEN   | TotalEnergies TEN |
| ----------------- | ------------------- | ----------------- |
| م                 | عداء                | مرتبة             |
| 141               | Mathieu Burgaudeau ‏ | لم يكمل السباق    |
| 142               | Sandy Dujardin ‏     | لم يكمل السباق    |
| 143               | Jordan Jegat ‏       | 8                 |
| 144               | الكسيس فويليرموز    | لم يكمل السباق    |
| 145               | Alan Jousseaume ‏    | 60                |
| 146               | Fabien Grellier ‏    | 67                |
| 147               | Mattéo Vercher ‏     | 48                |

| Nice Métropole Côte d'Azur ‏ NMC | Nice Métropole Côte d'Azur ‏ NMC | Nice Métropole Côte d'Azur ‏ NMC |
| ------------------------------- | ------------------------------- | ------------------------------- |
| م                               | عداء                            | مرتبة                           |
| 151                             | Jean-Louis Le Ny ‏               | لم يكمل السباق                  |
| 152                             | Alexander Konijn ‏               | 88                              |
| 153                             | Melvin Crommelinck ‏             | 81                              |
| 154                             | Jonathan Couanon ‏               | لم يكمل السباق                  |
| 156                             | Andrea Mifsud ‏                  | 41                              |
| 157                             | Alexandre Léonien ‏              | لم يكمل السباق                  |

| Van Rysel–Roubaix ‏ VRR | Van Rysel–Roubaix ‏ VRR | Van Rysel–Roubaix ‏ VRR |
| ---------------------- | ---------------------- | ---------------------- |
| م                      | عداء                   | مرتبة                  |
| 161                    | Maxime Jarnet ‏         | لم يكمل السباق         |
| 162                    | Célestin Guillon ‏      | لم يكمل السباق         |
| 163                    | Maximilien Juillard ‏   | لم يكمل السباق         |
| 164                    | Rémi Capron ‏           | 61                     |
| 165                    | كيني مولي              | لم يكمل السباق         |

| CIC U Nantes Atlantique ‏ UCN | CIC U Nantes Atlantique ‏ UCN | CIC U Nantes Atlantique ‏ UCN |
| ---------------------------- | ---------------------------- | ---------------------------- |
| م                            | عداء                         | مرتبة                        |
| 171                          | Clément Braz Afonso ‏         | 16                           |
| 172                          | Matisse Julien ‏              | لم يكمل السباق               |
| 173                          | Artus Jaladeau ‏              | 35                           |
| 174                          | Antoine Hue ‏                 | لم يكمل السباق               |
| 175                          | Enzo Briand ‏                 | لم يكمل السباق               |
| 176                          | Léo Danès ‏                   | 51                           |
| 177                          | Robin Plamondon ‏             | 55                           |

| Soudal Quick-Step SOQ | Soudal Quick-Step SOQ | Soudal Quick-Step SOQ |
| --------------------- | --------------------- | --------------------- |
| م                     | عداء                  | مرتبة                 |
| 1                     | جيمس نوكس             | 20                    |
| 2                     | Paul Magnier ‏         | 83                    |
| 3                     | فوستو ماسنادا         | 72                    |
| 4                     | Antoine Huby ‏         | 12                    |
| 5                     | Gil Gelders ‏          | لم يكمل السباق        |
| 6                     | Louis Vervaeke ‏       | 28                    |
| 7                     | بيتر سيري             | 43                    |

| Cofidis COF | Cofidis COF      | Cofidis COF    |
| ----------- | ---------------- | -------------- |
| م           | عداء             | مرتبة          |
| 11          | خيسوس هييرادة    | 90             |
| 12          | جون ازقيراي      | 23             |
| 13          | أنتوني بيريز     | 63             |
| 14          | Axel Mariault ‏   | 86             |
| 15          | Jonathan Lastra ‏ | لم يكمل السباق |
| 16          | Harrison Wood ‏   | 82             |
| 17          | توماس شامبيون    | 62             |

| UAE Team Emirates UAD | UAE Team Emirates UAD | UAE Team Emirates UAD |
| --------------------- | --------------------- | --------------------- |
| م                     | عداء                  | مرتبة                 |
| 21                    | خوان أيوسو            | 1                     |
| 22                    | مارك هيرشي (طريق)     | 24                    |
| 24                    | دييغو يليسي           | لم يكمل السباق        |
| 25                    | Sjoerd Bax ‏           | لم يكمل السباق        |
| 26                    | Igor Arrieta ‏         | 10                    |
| 27                    | دومين نوفاك           | لم يكمل السباق        |

| Israel-Premier Tech IPT | Israel-Premier Tech IPT | Israel-Premier Tech IPT |
| ----------------------- | ----------------------- | ----------------------- |
| م                       | عداء                    | مرتبة                   |
| 31                      | مايكل وودز              | 21                      |
| 32                      | ستيفن وليامز            | 14                      |
| 33                      | نيك شولتز               | 47                      |
| 34                      | Marco Frigo ‏            | 57                      |
| 35                      | هوغو هول                | 87                      |
| 36                      | جاكوب فوجلسانج          | 33                      |
| 37                      | Mason Hollyman ‏         | لم يكمل السباق          |

| Intermarché-Wanty IWA | Intermarché-Wanty IWA | Intermarché-Wanty IWA |
| --------------------- | --------------------- | --------------------- |
| م                     | عداء                  | مرتبة                 |
| 41                    | جورج تسيمارمان        | 17                    |
| 42                    | لورينزو روتا          | 7                     |
| 43                    | ليليان كالجمان        | 27                    |
| 44                    | Rune Herregodts ‏      | 76                    |
| 45                    | Simone Petilli ‏       | 56                    |
| 46                    | Rein Taaramäe         | 78                    |
| 47                    | Sacha Prestianni‏      | لم يكمل السباق        |

| Lidl-Trek LTK | Lidl-Trek LTK            | Lidl-Trek LTK  |
| ------------- | ------------------------ | -------------- |
| م             | عداء                     | مرتبة          |
| 51            | Mattias Skjelmose (طريق) | 3              |
| 52            | باوك موليما              | 40             |
| 53            | Amanuel Ghebreigzabhier ‏ | 25             |
| 54            | كوين سيمونز (طريق)       | 71             |
| 55            | جوليان برنارد            | 73             |
| 56            | Louis Leidert ‏           | 93             |
| 57            | فابيو فلين               | لم يكمل السباق |

| Groupama-FDJ GFC | Groupama-FDJ GFC      | Groupama-FDJ GFC |
| ---------------- | --------------------- | ---------------- |
| م                | عداء                  | مرتبة            |
| 61               | فالنتين مادواس (طريق) | 39               |
| 62               | رومان جريجوار         | 2                |
| 63               | Rémy Rochas ‏          | 26               |
| 64               | Kevin Geniets ‏        | 11               |
| 65               | Thibaud Gruel ‏        | 69               |
| 66               | Lorenzo Germani ‏      | 75               |
| 67               | لارس فان دن بيرغ ‏     | لم يكمل السباق   |

| Team dsm-firmenich PostNL DFP | Team dsm-firmenich PostNL DFP | Team dsm-firmenich PostNL DFP |
| ----------------------------- | ----------------------------- | ----------------------------- |
| م                             | عداء                          | مرتبة                         |
| 71                            | رومان بارديه                  | 18                            |
| 72                            | وارن بارجويل                  | 13                            |
| 73                            | Kevin Vermaerke ‏              | 6                             |
| 74                            | كريس هاميلتون                 | 36                            |
| 75                            | رومان كومبو                   | 58                            |
| 76                            | Martijn Tusveld ‏              | 65                            |
| 77                            | باتريك بيفن                   | لم يكمل السباق                |

| Lotto Dstny LTD | Lotto Dstny LTD   | Lotto Dstny LTD |
| --------------- | ----------------- | --------------- |
| م               | عداء              | مرتبة           |
| 81              | Maxim Van Gils ‏   | 5               |
| 83              | إدواردو سيبولفيدا | 45              |
| 84              | Sylvain Moniquet ‏ | 19              |
| 85              | يوناس غريغارد     | 80              |
| 86              | Jenno Berckmoes ‏  | 68              |
| 87              | Jarrad Drizners ‏  | 79              |

| Decathlon-AG2R La Mondiale DAT | Decathlon-AG2R La Mondiale DAT | Decathlon-AG2R La Mondiale DAT |
| ------------------------------ | ------------------------------ | ------------------------------ |
| م                              | عداء                           | مرتبة                          |
| 91                             | فيليكس غال                     | 4                              |
| 92                             | Aurélien Paret-Peintre ‏        | 9                              |
| 93                             | Dorian Godon ‏                  | 52                             |
| 94                             | Clément Berthet ‏               | 22                             |
| 95                             | Nans Peters ‏                   | 29                             |
| 96                             | Alex Baudin ‏                   | 66                             |
| 97                             | Jaakko Hänninen ‏               | 77                             |

| Arkéa-B&B Hotels ARK | Arkéa-B&B Hotels ARK | Arkéa-B&B Hotels ARK |
| -------------------- | -------------------- | -------------------- |
| م                    | عداء                 | مرتبة                |
| 101                  | كليمان فنتوريني      | 53                   |
| 102                  | Louis Barré ‏         | 30                   |
| 103                  | ايلي جيسبرت          | لم يكمل السباق       |
| 104                  | Ewen Costiou ‏        | 49                   |
| 105                  | ميشيل رييس           | لم يكمل السباق       |
| 106                  | Simon Guglielmi ‏     | 64                   |
| 107                  | أنتوني ديلابلاسي     | 59                   |

| سويس ريسينغ أكادمي ‏ TUD | سويس ريسينغ أكادمي ‏ TUD | سويس ريسينغ أكادمي ‏ TUD |
| ----------------------- | ----------------------- | ----------------------- |
| م                       | عداء                    | مرتبة                   |
| 111                     | Aloïs Charrin ‏          | 85                      |
| 112                     | سيباستيان رايشنباخ      | 34                      |
| 113                     | Simon Pellaud ‏          | 74                      |
| 114                     | Hannes Wilksch ‏         | 46                      |
| 115                     | Marco Brenner ‏          | 15                      |
| 116                     | Luc Wirtgen ‏            | 44                      |
| 117                     | Roland Thalmann ‏        | 42                      |

| أونو-إكس موبيليتي ‏ UXM | أونو-إكس موبيليتي ‏ UXM   | أونو-إكس موبيليتي ‏ UXM |
| ---------------------- | ------------------------ | ---------------------- |
| م                      | عداء                     | مرتبة                  |
| 121                    | Fredrik Dversnes ‏ (طريق) | 50                     |
| 122                    | يوهانس كولسيت ‏           | 31                     |
| 123                    | Ådne Holter ‏             | 91                     |
| 124                    | Simon Dalby (cyclist) ‏   | 84                     |
| 125                    | أودد كريستيان إيكينغ     | 38                     |
| 126                    | Magnus Kulset ‏           | 89                     |

| بنجوال باوليز ساوكس دبليو بي ‏ BWB | بنجوال باوليز ساوكس دبليو بي ‏ BWB | بنجوال باوليز ساوكس دبليو بي ‏ BWB |
| --------------------------------- | --------------------------------- | --------------------------------- |
| م                                 | عداء                              | مرتبة                             |
| 131                               | ماركو تيزا                        | 70                                |
| 132                               | Dimitri Peyskens ‏                 | لم يكمل السباق                    |
| 133                               | فلوريس دي تير                     | 32                                |
| 134                               | Aaron Van der Beken ‏              | 54                                |
| 135                               | Louka Matthys ‏                    | 37                                |
| 136                               | Noah Detalle‏                      | 92                                |
| 137                               | Lucas Jacques‏                     | لم يكمل السباق                    |

| TotalEnergies TEN | TotalEnergies TEN   | TotalEnergies TEN |
| ----------------- | ------------------- | ----------------- |
| م                 | عداء                | مرتبة             |
| 141               | Mathieu Burgaudeau ‏ | لم يكمل السباق    |
| 142               | Sandy Dujardin ‏     | لم يكمل السباق    |
| 143               | Jordan Jegat ‏       | 8                 |
| 144               | الكسيس فويليرموز    | لم يكمل السباق    |
| 145               | Alan Jousseaume ‏    | 60                |
| 146               | Fabien Grellier ‏    | 67                |
| 147               | Mattéo Vercher ‏     | 48                |

| Nice Métropole Côte d'Azur ‏ NMC | Nice Métropole Côte d'Azur ‏ NMC | Nice Métropole Côte d'Azur ‏ NMC |
| ------------------------------- | ------------------------------- | ------------------------------- |
| م                               | عداء                            | مرتبة                           |
| 151                             | Jean-Louis Le Ny ‏               | لم يكمل السباق                  |
| 152                             | Alexander Konijn ‏               | 88                              |
| 153                             | Melvin Crommelinck ‏             | 81                              |
| 154                             | Jonathan Couanon ‏               | لم يكمل السباق                  |
| 156                             | Andrea Mifsud ‏                  | 41                              |
| 157                             | Alexandre Léonien ‏              | لم يكمل السباق                  |

| Van Rysel–Roubaix ‏ VRR | Van Rysel–Roubaix ‏ VRR | Van Rysel–Roubaix ‏ VRR |
| ---------------------- | ---------------------- | ---------------------- |
| م                      | عداء                   | مرتبة                  |
| 161                    | Maxime Jarnet ‏         | لم يكمل السباق         |
| 162                    | Célestin Guillon ‏      | لم يكمل السباق         |
| 163                    | Maximilien Juillard ‏   | لم يكمل السباق         |
| 164                    | Rémi Capron ‏           | 61                     |
| 165                    | كيني مولي              | لم يكمل السباق         |

| CIC U Nantes Atlantique ‏ UCN | CIC U Nantes Atlantique ‏ UCN | CIC U Nantes Atlantique ‏ UCN |
| ---------------------------- | ---------------------------- | ---------------------------- |
| م                            | عداء                         | مرتبة                        |
| 171                          | Clément Braz Afonso ‏         | 16                           |
| 172                          | Matisse Julien ‏              | لم يكمل السباق               |
| 173                          | Artus Jaladeau ‏              | 35                           |
| 174                          | Antoine Hue ‏                 | لم يكمل السباق               |
| 175                          | Enzo Briand ‏                 | لم يكمل السباق               |
| 176                          | Léo Danès ‏                   | 51                           |
| 177                          | Robin Plamondon ‏             | 55                           |

## التصنيف العام النهائي
| التصنيف العام         | التصنيف العام           | التصنيف العام              | التصنيف العام | التصنيف العام |
| العداء                | العداء                  | الفريق                     | الوقت         |               |
| --------------------- | ----------------------- | -------------------------- | ------------- | ------------- |
| 1                     | خوان أيوسو              | فريق الإمارات              | 4 س 23 د 34 ث |               |
| 2                     | رومان جريجوار           | Groupama-FDJ               | + 0 ث         |               |
| 3                     | ماتياس سكجلموس جنسن     | Lidl-Trek                  | + 0 ث         |               |
| 4                     | فيليكس غال              | Decathlon-AG2R La Mondiale | + 0 ث         |               |
| 5                     | Maxim Van Gils ‏         | Lotto Dstny                | + 4 ث         |               |
| 6                     | Kevin Vermaerke ‏        | Team dsm-firmenich PostNL  | + 4 ث         |               |
| 7                     | لورينزو روتا            | Intermarché-Wanty          | + 4 ث         |               |
| 8                     | Jordan Jegat ‏           | TotalEnergies              | + 4 ث         |               |
| 9                     | Aurélien Paret-Peintre ‏ | Decathlon-AG2R La Mondiale | + 4 ث         |               |
| 10                    | Igor Arrieta ‏           | فريق الإمارات              | + 4 ث         |               |
|                       |                         |                            |               |               |
| مصدر: ProCyclingStats |                         |                            |               |               |

## وصلات خارجية
- الموقع الرسمي
- لمحة عن سباق فاون أرديش كلاسيك 2024 على موقع  ProCyclingStats   (برو  سايكلنج  ستاتس) - إحصاءات  محترفي  الدراجات.
- فاون أرديش كلاسيك 2024 على موقع إحصائيات الدراجات الإحترافية (الإنجليزية)